# François Dussaud
Pour les articles homonymes, voir Dussaud.
François Dussaud (né le 14 avril 1870 à Stäfa dans le canton de Zurich et mort le 31 mai 1953 à Paris) est un physicien et inventeur suisse, connu pour ses travaux dans le domaine de l'enregistrement des sons.

## Biographie
François Dussaud a notamment mis au point le cinémacrophonographe, ou Phonorama, qui permettait l'enregistrement de sons grâce à un microphone. Son système autorisait ainsi la projection de films parlants. Mais, persistaient encore plusieurs problèmes comme la synchronisation ou le volume du son. Il a également travaillé pour les usines Pathé. Il est fait chevalier de la Légion d'honneur en 1900.

## Inventions

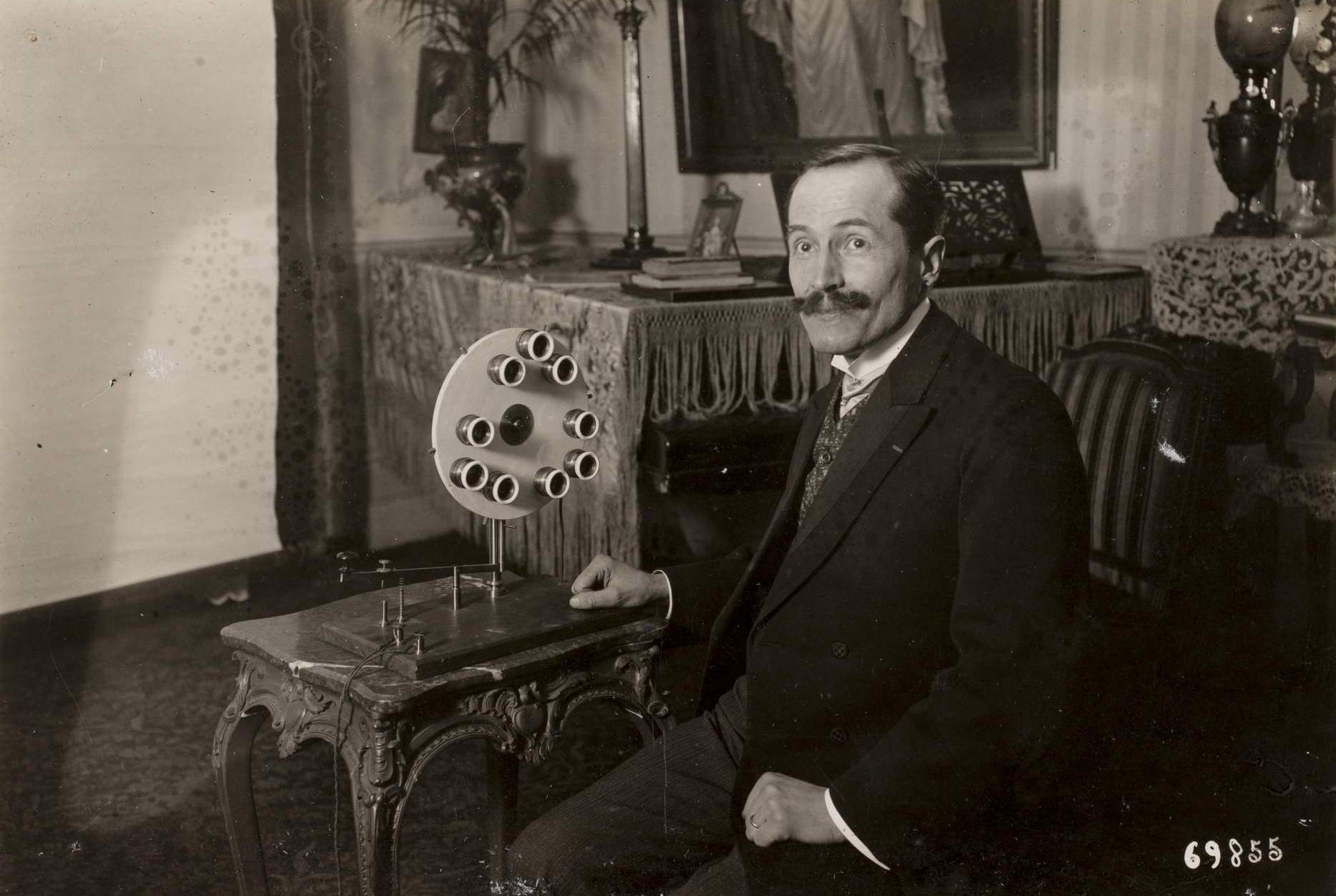
Dussaud et une de ses inventions.

- Le microphonographe Dussaud (article de présentation publié en 1897)
- Le téléoscope Dussaud (article de présentation publié en 1898)
- Le multiphone Dussaud (article de présentation publié en 1899)

## Travaux présentés à l'Académie des sciences (France)
Publiés in Comptes rendus hebdomadaires des séances de l'Académie des sciences, Bachelier (Paris) : 
- 1898 (T126), Sur le transport des variations lumineuses au moyen d'un fil conducteur de l'électricité.
- 1899 (T128), Sur la transmission des sons par les rayons ultra-violets ; De l'amplification des sons dans les phonographes.
- 1899 (T129). Sur le rendement de la transmission du son par l'électricité
- 1902 (T134). Appareils pour les aveugles
- 1906 (T143). Sur l'amplification des sons.
- 1910 (T151). Sources lumineuses discontinues. Applications.
- 1911 (T152). Nouvelles applications des ampoules à bas voltage : Emplois nouveaux des ampoules de bas voltage ; Éclairage à incandescence réalisant une économie très notable sur les lampes à filament de charbon.
- 1915 (T160). Sources lumineuses à surface réduite (nouvelles expériences).
- 1916 (T163). Nouvelles expériences de séparation des effets lumineux et calorifiques d'une source de lumière.

## Autres publications
- 1912 - La lumière froide à source ponctuelle, La lumière électrique 34, 8, 1, 163-174.
- 1913 - Séparation des effets lumineux et calorifiques produits par une source de lumière, Annales de chimie et de physique, Paris : Crochard.